# Oncideres pretiosa
Oncideres pretiosa är en skalbaggsart som beskrevs av Martins och Maria Helena M. Galileo 1990. Oncideres pretiosa ingår i släktet Oncideres och familjen långhorningar. Inga underarter finns listade i Catalogue of Life.